# Nistagmus
Nistagmusul este o mișcare concomitentă involuntară a globilor oculari, formată dintr-o secusa lentă care deviază privirea, și una rapidă de întoarcere. Sensul acestuia este dat de secusa rapidă și poate fi orizontal, vertical, rotator și combinat.
Cauze:
- congenitale;
- dobândite - leziuni vestibulare, pontine, vertijul, Boala Menière, paralizii de mușchi extrinseci ai globilor oculari, intoxicații (alcool, morfină, bărbiturice etc).